# Балтийский (Ставропольский край)
Балти́йский — посёлок в Курском районе (муниципальном округе) Ставропольского края России.

## Варианты названия
- Балтийский (совхоз Балтрабочий),
- Центральная усадьба совхоза Балтрабочий[4].

## Географическое положение
Расстояние до краевого центра: 228 км.
Расстояние до районного центра: 28 км.
Посёлок располагается близ границы Ставропольского края с Кабардино-Балкарией и Северной Осетией.

## История
Основан в 1854 году как хутор Гокинаевский. По данным Всесоюзной переписи населения 1926 года населённый пункт состоял из 31 двора; общее число жителей составляло 172 человека (89 мужчин и 83 женщины); преобладающая национальность — осетины. В 1927 году в административном отношении входил в состав Черноярского сельсовета Прохладненского района Терского округа:50—51.
Населённый пункт образован в 1929 году при обустройстве зернового хозяйства, поднимать которое были посланы рабочие из Ленинграда, с Балтийского судостроительного завода — «балтийцы». Основанное, благодаря их помощи в 1930 году, советское хозяйство (совхоз) получило название «Балтийский рабочий».
В соответствии с Указом Президиума Верховного Совета РСФСР от 21 сентября 1964 года посёлок Центральная усадьба совхоза «Балтрабочий» переименован в посёлок Балтийский.
До 16 марта 2020 года посёлок был административным центром упразднённого Балтийского сельсовета.

## Население
| 1926 | 1989  | 2002  | 2010  | 2021  |
| ---- | ----- | ----- | ----- | ----- |
| 172  | ↗1491 | ↗1681 | ↘1632 | ↗1702 |

По данным переписи 2002 года в национальной структуре населения преобладают русские (81 %).

## Инфраструктура
- Культурно-досуговый центр
- В 1 км к северу от посёлка расположено общественное открытое кладбище площадью 30000 м²[16]

## Образование
- Детский сад № 15 «Ёлочка»
- Средняя общеобразовательная школа № 7

## Памятники
- Памятник советским воинам, погибшим в годы Великой Отечественной войны 1941—1945 гг. 1957 год[17]
- Бюст комсомолки Любови Кондратенко[18]
- Памятник В. И. Ленину. 1967 год[19]